# 牛魔王

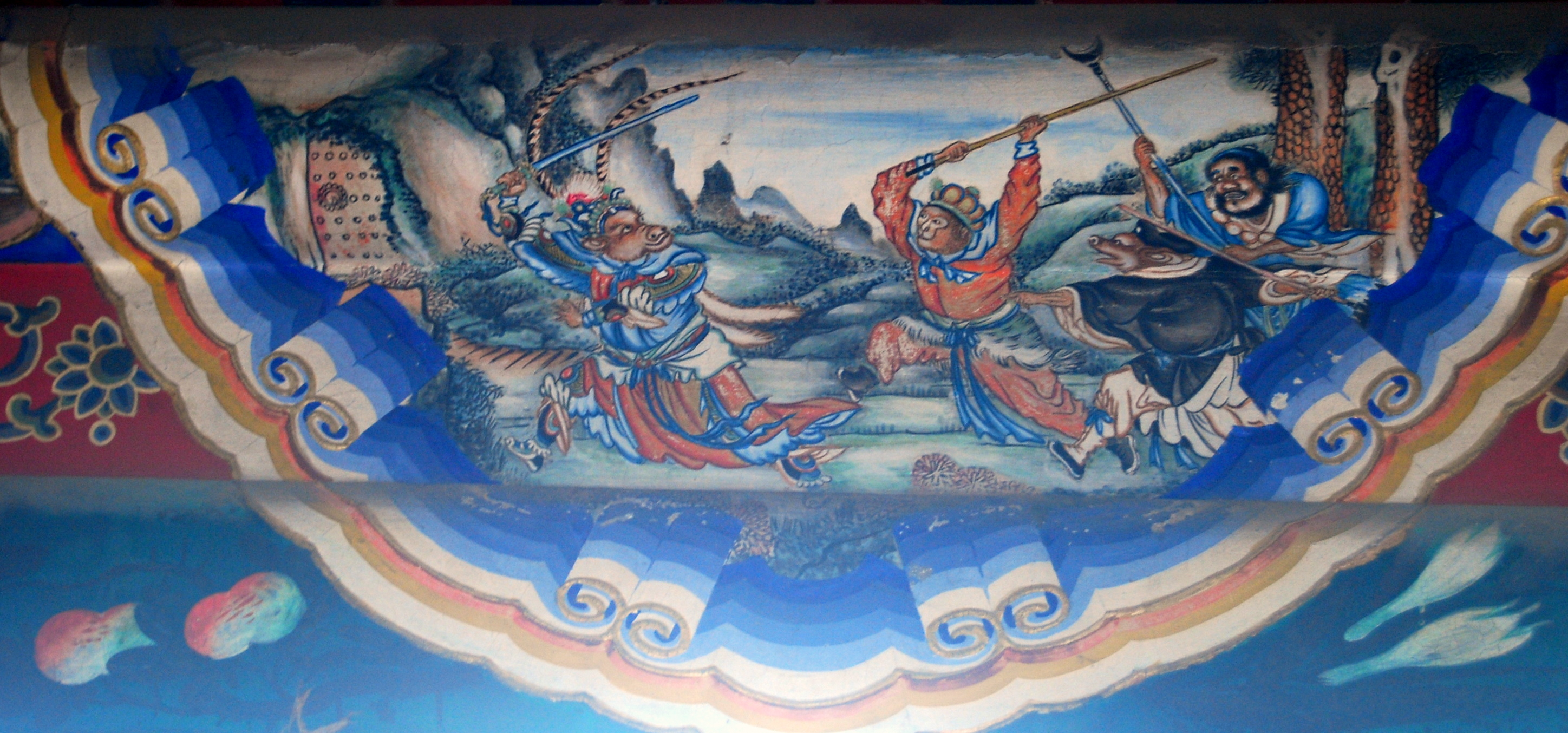
孙悟空大戰牛魔王

牛魔王是中国古典小說西游记中的虛構妖怪之一，在書中一開始稱他為大力王，又自號平天大聖，是為七大聖之首；早在元朝元曲二郎神醉射鎖魔鏡就有關於牛魔王的角色，在西遊記中是孙悟空的結拜兄弟。

## 故事

### 西遊記
牛魔王的原型是隻白牛，是翠云山和积雷山的主人，妻子是羅刹女鐵扇公主，後來又與玉面狐狸同居，弟弟是如意真仙，结拜兄弟為七大圣；紅孩兒是牛魔王的兒子。手使一根混铁棍，坐骑辟水金睛兽，武艺高强，神通广大，会七十二般变化。原著中描寫外貌“头上戴一顶水磨银亮熟铁盔，身上贯一副绒穿锦绣黄金甲，足下踏一双卷尖粉底麂皮靴，腰间束一条攒丝三股狮蛮带。一双眼光如明镜，两道眉艳似红霓。口若血盆，齿排铜板。吼声响震山神怕，行动威风恶鬼慌。四海有名称混世，西方大力号魔王。”，自身实力极强，是书中为数不多可以以自身武力而不靠法宝与孙悟空匹敌的角色。
牛魔王是孫悟空被壓在五行山前與其他五個妖怪的結拜兄弟，主要出現於孙悟空与火焰山這篇故事中；孫悟空隨唐僧前往靈山雷音寺途中，遇到了火焰山，孫悟空為使火燄山的火熄滅而去翠雲山找鐵扇公主，鐵扇公主以兒子被孫悟空害為由，使用芭蕉扇將孫悟空扇到五萬里之外的小须弥山，之後從灵吉菩萨那裡得到一顆定風丹，後來孫悟空回到翠雲山，並鑽進鐵扇公主的肚子裡，使鐵扇公主變出一個假的芭蕉扇給孫悟空，之後孫悟空轉向找牛魔王，牛魔王以同樣的理由拒絕，之後孫悟空變身為牛魔王向鐵扇公主騙得芭蕉扇。但牛魔王又變成豬八戒把孫悟空的扇子給騙回來，之後發生打鬥持續一天，最後哪吒三太子前來收服牛魔王。

### 二郎神醉射鎖魔鏡
某一日，二郎神與哪吒相遇，喝酒喝高興之後，兩人提議比試射箭；二郎神力氣太大，一箭射破了鎖魔鏡，使魔鏡裡的牛魔王和百眼鬼逃了出來，為了不被天庭譴責，二郎神與哪吒合力抓捕牛魔王和百眼鬼，最終將牛魔王和百眼鬼抓回。

## 文化引用
豐田Supra為豐田汽車旗下於1979年至2002年間生產的一款跑車，該車款在台灣也有牛魔王這個稱號。主因在於豐田汽車在台灣常俗稱牛頭牌，而Supra的性能在豐田當今車款中堪稱魔王般的級距，故順勢引用。
此外中华文化中也以「牛魔王」指稱财大气粗、喜欢发表意见、不惧与人言词沖突者。

## 影視演出

### 電視劇
| 劇名                 | 飾演者    | 首播年份 | 製作地區 | 來源 |
| -------------------- | --------- | -------- | -------- | ---- |
| 西遊記               | 王夫棠    | 1986年   | 中国大陆 |      |
| 西遊記               | 劉家輝    | 1996年   | 香港     |      |
| 西遊記（貳）         | 劉家輝    | 1998年   | 香港     |      |
| 齊天大聖孫悟空       | 黃一飛    | 2002年   | 香港     |      |
| 2011年版西遊記       | 陈之辉    | 2011年   | 中国大陆 |      |
| 大话西游之爱你一万年 | 楊鈞承    | 2017年   | 中國大陸 |      |
| 和遊記               | 车胜元    | 2017年   | 南韓     |      |
| 大潑猴               | 王春光    | 2018年   | 中國大陸 |      |
| 西遊ABC              | 倫納德·吳 | 2023年   | 美國     |      |

### 電影
| 片名               | 飾演者                                  | 首映年份 | 製片地區       | 來源  |
| ------------------ | --------------------------------------- | -------- | -------------- | ----- |
| 紅孩兒             | 江島                                    | 1975年   | 香港           |       |
| 大话西游之月光宝盒 | 陸樹銘                                  | 1995年   | 香港           | [ 8 ] |
| 大话西游之大圣娶亲 | 陸樹銘                                  | 1995年   | 香港           | [ 9 ] |
| 西遊記之大鬧天宮   | 郭富城                                  | 2013年   | 香港、中國大陸 |       |
| 大話西遊3          | 张超                                    | 2016年   | 中國大陸       |       |
| 八戒               | 庹宗華（國語、臺語） 郭子乾（多元語版） | 2024年   | 台灣           |       |